# Ramadibarrage

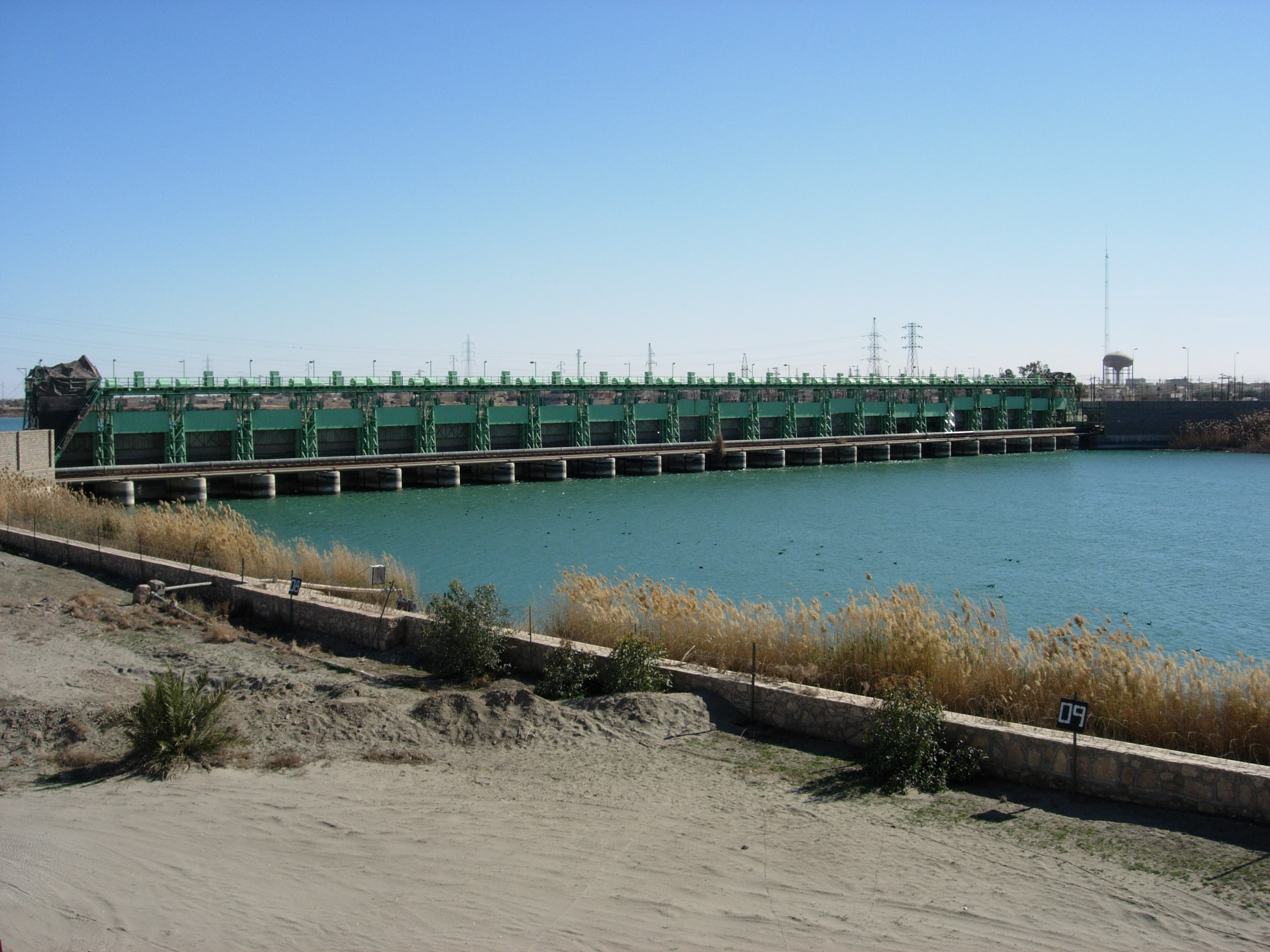
Gezicht op de zuidelijke Ramadibarrage

De Ramadibarrage is een dam in de Eufraat ten westen van Ramadi in het gouvernement Al-Anbar in Irak.
De dam kwam gereed in 1955 en bestaat uit 2 barrages. De belangrijkste functie van de noordelijke barrage is om de watertoevoer te stoppen of te vertragen, zodat het water via de zuidelijke barrage in een kanaal geleid kan worden. Het kanaal leidt het water in zuidoostelijke richting naar het Habbaniyameer. Het was oorspronkelijk de bedoeling om het water dat werd afgevoerd via de Ramadibarrage en de Samarrabarrage te gebruiken voor irrigatie. De hoge verdamping in het Habbaniyameer en het Thartharmeer leidden tot verzilting en een verminderde wateropslag, waardoor irrigatie niet mogelijk is.